# Matelea
Genre
Classification APG III (2009)
Synonymes
- Vulcanoa Morillo[1]

- Amphorella Brandegee
- Callaeolepium H.Karst.
- Coelostelma E.Fourn.
- Cyclodon Small
- Edisonia Small
- Heliostemma Woodson
- Himantostemma A.Gray
- Hostea Willd.
- Labidostelma Schltr.
- Lhotzkyella Rauschert
- Malinvaudia E.Fourn.
- Matella Bartl.
- Microdactylon Brandegee
- Odontostephana Alexander
- Omphalophthalma H.Karst.
- Pachystelma Brandegee
- Peckoltia E.Fourn.
- Poicillopsis Schltr. ex Rendle
- Prosthecidiscus Donn.Sm.
- Pulvinaria E.Fourn.
- Pycnobregma Baill.
- Rothrockia A.Gray
- Rytidoloma Turcz.
- Tetracustelma Baill.
- Tympananthe Hassk.
- Urostephanus B.L.Rob. & Greenm.[2]

Matelea est un genre de plante à fleurs de la famille des Apocynaceae, dont l'espèce type est Matelea palustris Aubl.. Ce genre comprend entre 232 et 401 espèces.

## Description
Matelea regroupe des lianes et arbustes vivaces, produisant un latex blanc.
La plante porte une pilosité omniprésente ou rangée sur deux lignes, souvent constituée d'un mélange de trichomes unicellulaires et multicellulaires, droits ou courbés, glanduleux ou non en capitule (s'ils sont présents, les trichomes glanduleux sont nettement plus courts que les trichomes non-glanduleux).
Les feuilles sont simples, opposées, membraneuses ou coriaces, avec l'apex obtus, arrondi, aigu ou acuminé, et la bases cordiforme, sagittée, cunéiforme ou arrondie.
On note généralement la présence de collétères sur la face supérieure à la base de la nervure médiane. 
L'inflorescence est extra-axillaires, racémiformes ou rarement ombelliformes. 
Le calice est parfois doté de plusieurs collétères.
Les lobes de la corolle sont diversement colorés de blanc à vert, jaune, marron ou brun, ocellés ou non, réticulés ou non. Les lobes se chevauchent à la base ou non, et souvent imbriqués dans le bourgeon, rarement valvés, avec des marges parfois crispées. 
Le fruit est un follicule d'apparence variée (non ailé, ailé, lisse, muriculé ou tuberculé). 
Les graines sont principalement plates ou plan-convexes, à marge distale entière ou dentée.

## Répartition
Le genre Matelea est endémique du Nouveau Monde, depuis les sud-est et sud-ouest des Etats-Unis jusqu'à l'Argentine, avec une seule espèce introduite et naturalisée en Afrique de l'Ouest.

## Protologue

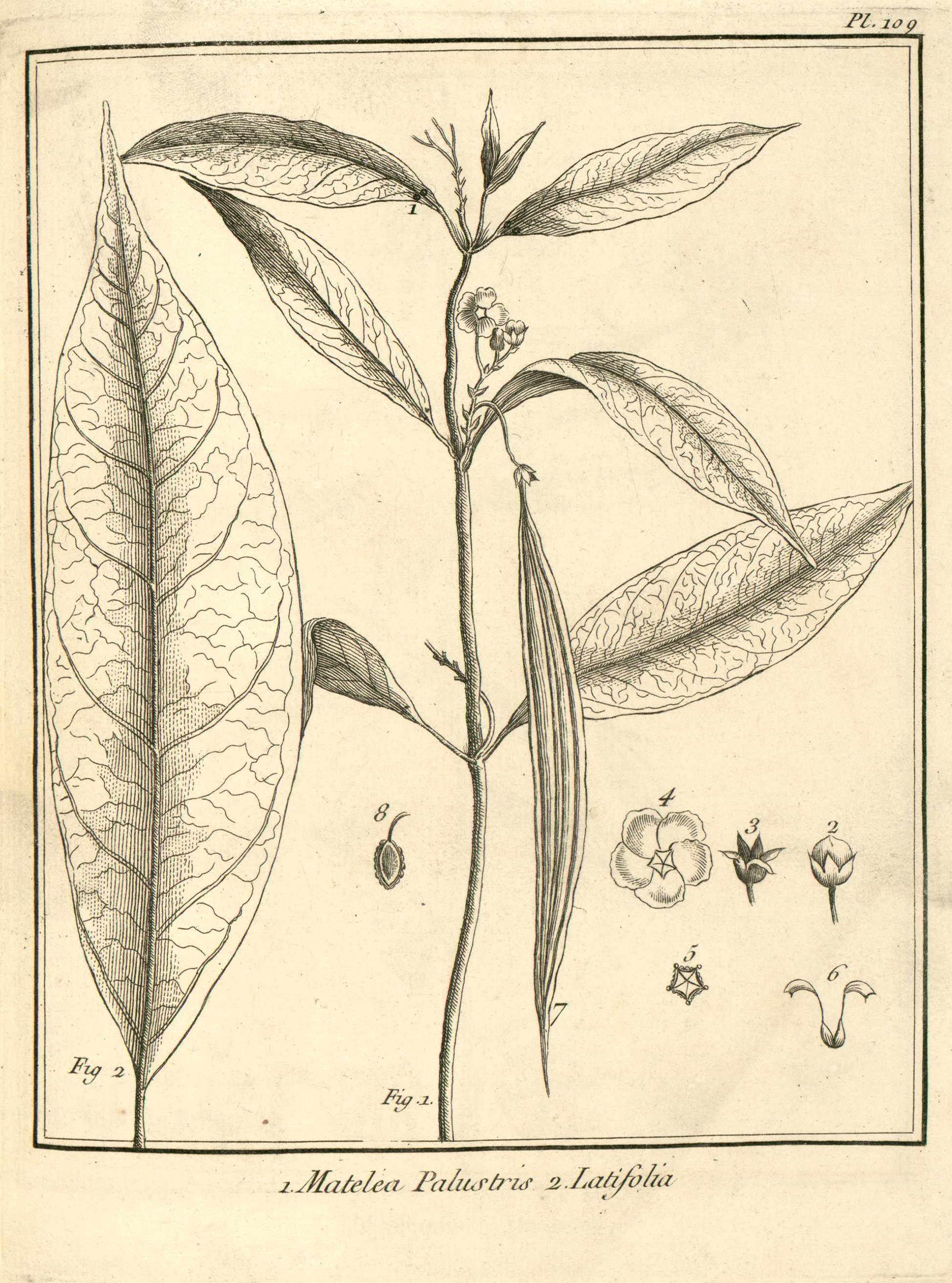
Matelea palustris par Aublet (1775) :
Planche 109. Fig. 1. - 1. Glandes qui ſont ſous la partie inférieure de la feuille. - 2. Bouton de fleur. - 3. Calice. - 4. Corolle. - 5. Étamines. - 6. Piſtil compoſé de deux ovaires. Styles. Stigmates. - 7. Silique. - 8. Semence.

En 1775, le botaniste Aublet propose le protologue suivant : 
« MATELEA. (Tabula 109. Fig. 1.)
CAL. Perianthium monophyllum, turbinatum, quinquepartitum, laciniis oblongis, acutis. 
COR. monopetala, ſubviridis ; tubus breviſſimus, receptaculo piſtilli inſertus, limbus patens, quinquefidus ; lobis ſubrotundis, mutuò incumbentibus. 
STAM. Filamenta quinque, breviſſima, tubo ad baſim inſerta. Antheræ in capitulum pentagonum connatæ, biloculares, intus dehiſcentes. 
PIST. Germina duo, ovata, quorum unum abortit. Styli duo, breves. Stigmata incurva, concava.
PER. Siliqua ovato-oblonga, acuta, pentagona, verrucoſa, bivalvis; ſepto medio membranaceo, bilocularis. 

SEMINA plurima, plana, marginibus crenatis mutuò incumbentia ; ſepto medio adnexa. »
— Fusée-Aublet, 1775.

## Sélection d'espèces
- Matelea alabamensis (en) (Vail) Woodson
- Matelea baldwyniana (en) (Sweet) Woodson
- Matelea carolinensis (en) (Jacq.) Woodson
- Matelea chimboracensis (en) Morillo
- Matelea cynanchoides (en) (Engelm.) Woodson
- Matelea decipiens (en) (Alexander) Woodson
- Matelea ecuadorensis (en) (Schltr.) Morillo
- Matelea floridana (en) (Vail) Woodson
- Matelea harlingii (en) Morillo
- Matelea honorana (en) Morillo
- Matelea jaramilloi (en) Morillo
- Matelea lhotzkyana (en) (E.Fourn.) Fontella
- Matelea obliqua (en) (Jacq.) Woodson
- Matelea orthoneura (en) Morillo
- Matelea palustris Aubl.
- Matelea parvifolia (en) (Torr.) Woodson
- Matelea pastazana (en) Morillo
- Matelea porphyrocephala (en) Morillo
- Matelea sintenisii (en) (Schltr.) Woodson
- Matelea sprucei (en) Morillo
- Matelea variifolia (en) (Schltr.) Woodson

## Liste des espèces
Selon GBIF (02 février 2024) :
- Matelea abbreviata (en) Standl. & L.O.Williams
- Matelea acevedoi (en) Morillo
- Matelea adenocardia (en) (Standl.) Woodson
- Matelea alabamensis (en) (Vail) Woodson
- Matelea alainii (en) Woodson
- Matelea altamirana (en) Morillo
- Matelea ampiyacuensis (en) Morillo
- Matelea andina (en) (Malme) Morillo
- Matelea angustifolia (en) (Griseb.) Greuter & Liede
- Matelea angustiloba (en) (Rob. & Greenm.) W.D.Stevens
- Matelea annulata (en) Alain
- Matelea araneosa (en) (Donn.Sm.) Woodson
- Matelea asplundii (en) (Malme) Morillo
- Matelea atrocoronata (en) (Brandegee) Woodson
- Matelea atrolingua (en) Morillo, I.L.Morais & Farinaccio
- Matelea atrostellata (en) Rintz
- Matelea attenuata (en) (Rusby) Morillo
- Matelea bahiensis (en) Morillo & Fontella
- Matelea baldwyniana (en) (Sweet) Woodson
- Matelea barrosiana (en) Fontella
- Matelea belizensis (en) (Lundell & Standl.) Woodson
- Matelea bicolor (en) (Britton & P.Wilson) Woodson
- Matelea bolivarense (en) Morillo, 1977
- Matelea bolivarensis (en) Morillo
- Matelea boliviana (en) Morillo
- Matelea brasiliensis (en) (Morillo)
- Matelea brevicoronata (en) (B.L.Rob.) Woodson
- Matelea brevistipitata (en) Krings & Morillo
- Matelea calcicola (en) (Greenm.) Woodson
- Matelea callejasii (en) Morillo
- Matelea camiloana (en) Morillo
- Matelea campechiana (en) (Standl.) Woodson
- Matelea camporum (en) (Brandegee) Woodson
- Matelea capillacea (en) (E.Fourn.) Fontella & E.A.Schwarz
- Matelea cardozoi (en) Morillo
- Matelea carmenaemiliae (en) Morillo
- Matelea carnevaliana (en) Morillo
- Matelea carolinensis (en) (Jacq.) Woodson
- Matelea castanea (en) (Brandegee) Woodson
- Matelea cayennensis (en) Morillo
- Matelea cervantesii (en) Lozada-Pérez & L.O.Alvarado
- Matelea chihuahuensis (en) (A.Gray) Woodson
- Matelea chimboracensis (en) Morillo
- Matelea chrysantha (en) (Greenm.) Woodson
- Matelea congesta (en) (Decne.) Woodson
- Matelea constanzana (en) Jiménez
- Matelea coriacea (en) Morillo
- Matelea cornejoi (en) Morillo
- Matelea corniculata (en) W.D.Stevens & Arbeláez
- Matelea correlliae (en) Spellman
- Matelea correllii (en) Spellman
- Matelea corrugata (en) W.D.Stevens
- Matelea corynephora (en) Krings
- Matelea costaricensis (en) W.D.Stevens
- Matelea crassifolia (en) (Standl.) Woodson
- Matelea cremersii (en) Morillo
- Matelea crenata (en) (Vail) Woodson
- Matelea cuatrecasasii (en) Morillo
- Matelea cynanchoides (en) (Engelm.) Woodson
- Matelea decipiens (en) (Alexander) Woodson
- Matelea delascioi (en) Morillo
- Matelea dictyopetala (en) (Urb. & Ekman) Krings
- Matelea diversifolia (en) (E.Fourn.) Morillo & Fontella
- Matelea domingensis (en) (Alain) Krings
- Matelea dusenii (en) Morillo
- Matelea dwyeri (en) Morillo
- Matelea ecuadorensis (en) (Schltr.) Morillo
- Matelea edwardsensis (en) Correll
- Matelea ekmanii (en) (Urb.) Woodson
- Matelea elachyantha (en) W.D.Stevens
- Matelea emmartinezii (en) W.D.Stevens
- Matelea falcata (en) Juárez-Jaimes, G.M.Hern.-Barón & W.D.Stevens
- Matelea fendleri (en) Morillo
- Matelea ferruginea (en) W.D.Stevens
- Matelea filipes (en) W.D.Stevens & Monterrosa
- Matelea flavidula (en) (Chapm.) Woodson
- Matelea floridana (en) (Vail) Woodson
- Matelea fontellana (en) Morillo
- Matelea forerana (en) Morillo
- Matelea fournieri (en) Morillo
- Matelea fruticosa (en) (Brandegee) Woodson
- Matelea funkiana (en) Morillo
- Matelea furvescens (en) W.D.Stevens
- Matelea gentlei (en) (Lundell & Standl.) Woodson
- Matelea gilbertoana (en) Krings
- Matelea glandulosa (en) (Poepp. ex Decne.) Morillo
- Matelea glaziouvii (en) (E.Fourn.) Morillo
- Matelea gonoloboides (en) (B.L.Rob. & Greenm.) Woodson
- Matelea graciliflora (en) Krings & Morillo
- Matelea gracilis (en) (Decne.) W.D.Stevens
- Matelea greggii (en) (Vail) Woodson
- Matelea grenandii (en) Morillo
- Matelea guatemalensis (en) (K.Schum.) Woodson
- Matelea haberi (en) W.D.Stevens
- Matelea haitiensis (en) (P.T.Li) Krings
- Matelea harlingii (en) Morillo
- Matelea hastata (en) Alain
- Matelea hatschbachii (en) (Fontella & C.Valente) Morillo
- Matelea herbacea (en) Woodson
- Matelea hildegardiana (en) Morillo
- Matelea hirtelliflora (en) Mc Donnell & Fishbein
- Matelea holstii (en) Morillo & Carnevali
- Matelea honorana (en) Morillo
- Matelea inconspicua (en) (Brandegee) Woodson
- Matelea inops (en) Woodson
- Matelea insolita (en) W.D.Stevens
- Matelea ionantha (en) Woodson
- Matelea jansen-jacobsiae (en) Morillo
- Matelea jansen-jacobsieae (en) Morillo, 1991
- Matelea jaramilloi (en) Morillo
- Matelea jenmanii (en) (Morillo) Morillo
- Matelea johnstonii (en) Shinners
- Matelea kirkbridei (en) Morillo
- Matelea klugii (en) Morillo
- Matelea lanceolata (en) (Decne.) Woodson
- Matelea lehmannii (en) (Schltr.) Morillo
- Matelea lesueurii (en) (Standl.) Woodson
- Matelea leucoderma (en) (Rusby) Morillo
- Matelea lhotzkyana (en) (E.Fourn.) Fontella
- Matelea liesneri (en) Morillo
- Matelea ligustrina (en) (Decne.) Morillo
- Matelea linearipetala (en) Alain
- Matelea magallanesii (en) E.J.Lott
- Matelea marcoassisii (en) Fontella
- Matelea matezkii (en) Morillo
- Matelea matogrossensis (en) Fontella
- Matelea medusae (en) Woodson
- Matelea meyerae (en) Woodson
- Matelea meyeri (en) Woodson
- Matelea micrantha (en) L.O.Williams
- Matelea microphylla (en) Morillo
- Matelea molinarum (en) L.O.Williams
- Matelea monticola (en) Alain
- Matelea mutisiana (en) Morillo
- Matelea neblinae (en) Morillo
- Matelea neei (en) Morillo
- Matelea nielsenii (en) Morillo
- Matelea nigrecens (en) (Schltdl.) Woodson
- Matelea nigrescens (en) (Schltdl.) Woodson
- Matelea nipensis (en) (Urb.) Woodson
- Matelea nutisiana (en) Morillo
- Matelea oaxacana (en) (Standl.) W.D.Stevens
- Matelea obliqua (en) (Jacq.) Woodson
- Matelea ocellata (en) W.D.Stevens
- Matelea ochracea (en) Morillo
- Matelea oldemanii (en) Morillo
- Matelea orthoneura (en) Morillo
- Matelea orthosioides (en) (E.Fourn.) Fontella
- Matelea pakaraimensis (en) Krings
- Matelea palustris Aubl.
- Matelea panamensis (en) Spellman & Dwyer
- Matelea parvifolia (en) (Torr.) Woodson
- Matelea pastazana (en) Morillo
- Matelea patalensis (en) (Donn.Sm.) Woodson
- Matelea pedalis (en) (E.Fourn.) Fontella & E.A.Schwarz
  - Matelea pedalis subsp. badinii (en) Fontella & E.A.Schwarz
  - Matelea pedalis subsp. pedalis (en)
- Matelea pedicellata (en) (Malme) Morillo
- Matelea pedunculata (en) K.Schum. ex Ule, 1907
- Matelea pentactina (en) Krings
- Matelea petiolaris (en) (A.Gray) Woodson
- Matelea phainops (en) Krings
- Matelea picturata (en) (Hemsl.) Woodson
- Matelea pilosa (en) (Benth.) Woodson
- Matelea pinguifolia (en) (Standl.) Woodson
- Matelea porphyrantha (en) (Standl.) Woodson
- Matelea porphyrocephala (en) Morillo
- Matelea prosthecidiscus (en) Woodson
- Matelea pseudobarbata (en) (Pittier) Woodson
- Matelea pubescens (en) (Griseb.) Krings
- Matelea pueblensis (en) (Brandegee) Woodson
- Matelea punensis (en) Morillo
- Matelea purpureolineata (en) Woodson
- Matelea purpusii (en) (Brandegee) Woodson
- Matelea pusilliflora (en) L.O.Williams
- Matelea pyrrhotricha (en) (Decne.) Fontella
- Matelea quercetorum (en) (Standl.) W.D.Stevens
- Matelea quindecimlobata (en) Farinaccio & W.D.Stevens
- Matelea radiata (en) Correll
- Matelea refracta (en) (E.Fourn.) Morillo
- Matelea reitzii (en) Fontella
- Matelea rhamnifolia (en) (Griseb.) Krings
- Matelea rhynchocephala (en) Krings
- Matelea rivularis (en) Woodson
- Matelea rogersii (en) Woodson
- Matelea romeroi (en) Morillo
- Matelea rusbyi (en) (Morillo)
- Matelea sagittifolia (en) (A.Gray) Woodson ex Shinners
- Matelea sanojana (en) Krings & Morillo
- Matelea sastrei (en) Morillo
- Matelea schultesii (en) Morillo & Carnevali
- Matelea schunkei (en) Morillo
- Matelea serpens (en) Woodson
- Matelea sintenisii (en) (Schltr.) Woodson
- Matelea sprucei (en) Morillo
- Matelea squiresii (en) (Rusby) Morillo
- Matelea stenopetala (en) Sandwith
- Matelea stenosepala (en) Lundell
- Matelea stergiosii (en) Morillo
- Matelea suareziae (en) Morillo
- Matelea suarezii (en) Morillo, 1980
- Matelea suberifera (en) (Rob.) W.D.Stevens
- Matelea subsessilifolia (en) Morillo
- Matelea sucrensis (en) Morillo
- Matelea sugillata (en) W.D.Stevens
- Matelea sylvicola (en) L.O.Williams
- Matelea tarrazuana (en) J.E.Jiménez & Hidalgo-Mora
- Matelea tenuis (en) Woodson
- Matelea texensis (en) Correll
- Matelea tezcatlipocantha (en) E.B.Cortez, Lozada-Pérez & L.O.Alvarado
- Matelea tigrina (en) (Griseb.) Woodson
- Matelea tinctoria (en) Woodson
- Matelea tlilxochitli (en) E.B.Cortez, Lozada-Pérez & L.O.Alvarado
- Matelea torulosa (en) Krings
- Matelea trichopedicellata (en) Krings & Morillo
- Matelea tristiflora (en) (Standl.) Woodson
- Matelea tuerckheimii (en) (Donn.Sm.) Woodson
- Matelea umbellata (en) (Brandegee) Woodson
- Matelea urophylla (en) L.O.Williams
- Matelea vailiana (en) Woodson
- Matelea vargasii (en) Morillo
- Matelea variifolia (en) (Schltr.) Woodson
- Matelea vaupesana (en) Morillo
- Matelea vaupesiana (en) Morillo
- Matelea velutina (en) (Schltdl.) Woodson
- Matelea velutinoides (en) W.D.Stevens
- Matelea violacea (en) Woodson
- Matelea virginiae (en) Morillo
- Matelea warszewiczii (en) (H.Karst.) Woodson
- Matelea weberbaueri (en) Morillo
- Matelea woodsonii (en) Shinners
- Matelea wootonii (en) (Vail) Woodson
- Matelea woytkowskii (en) Morillo

Selon Tropicos (02 février 2024) (Attention liste brute contenant possiblement des synonymes) :
- Matelea abbreviata (en) Standl. & L.O. Williams, 1968
- Matelea acevedoi (en) Morillo, 2012
- Matelea acuminata (en) (Griseb.) Woodson, 1941
- Matelea acutissima (en) (Rusby) Morillo, 1983
- Matelea adenocardia (en) (Standl.) Woodson, 1941
- Matelea aenea (en) (Woodson) W.D. Stevens, 1988 [1989]
- Matelea alabamensis (en) (Vail) Woodson, 1941
- Matelea alainii (en) Woodson, 1956
- Matelea albiflora (en) (H. Karst.) Dugand, 1966
- Matelea albomarginata (en) (Pittier) Shinners, 1964
- Matelea aliciae (en) Morillo, 1986
- Matelea altamirana (en) Morillo, 1990
- Matelea altatensis (en) (Brandegee) Woodson, 1941
- Matelea amazonica (en) Morillo, 1977
- Matelea ampiyacuensis (en) Morillo, 1995
- Matelea andina (en) (Malme) Morillo, 1990
- Matelea angustiloba (en) (B.L. Rob. & Greenm.) W.D. Stevens, 1983
- Matelea annulata (en) Woodson ex Alain, 1968
- Matelea anomala (en) Morillo, Meve & Liede, 2023
- Matelea araneosa (en) (Donn. Sm.) Woodson, 1941
- Matelea argentinensis (en) (T. Mey.) Pontir., 1983
- Matelea aristeguietae (en) Morillo, 1980
- Matelea aristolochiifolia (en) (Brandegee) Shinners, 1964
- Matelea arizonica (en) (A. Gray) Shinners, 1964
- Matelea aspera (en) (Mill.) W.D. Stevens, 1975
- Matelea asplundii (en) (Malme) Morillo, 1986
- Matelea atrocoronata (en) (Brandegee) Woodson, 1941
- Matelea atrolingua (en) Morillo, I.L. Morais & Farinaccio, 2017
- Matelea atrostellata (en) Rintz, 2007
- Matelea attenuata (en) (Rusby) Morillo, 1983
- Matelea australis (en) (Malme) Pontir., 1983
- Matelea aymardii (en) Morillo, 1988
- Matelea badilloi (en) Morillo, 1980
- Matelea bahiensis (en) Morillo & Fontella, 1985
- Matelea balansae (en) Morillo & Fontella, 2012
- Matelea balbisii (en) Woodson, 1941
- Matelea baldwyniana (en) (Sweet) Woodson, 1941
- Matelea barrosiana (en) Fontella, 1991
- Matelea bayatensis (en) (Urb.) Woodson, 1941
- Matelea belizensis (en) (Lundell & Standl.) Woodson, 1941
- Matelea bicolor (en) (Britton & P. Wilson) Woodson, 1941
- Matelea biflora (en) (Raf.) Woodson, 1941
- Matelea bolivarensis (en) Morillo, 1977
- Matelea boliviana (en) Morillo, 1989 [1990]
- Matelea boliviensis (en) (Schltr.) Goyder, 2006
- Matelea borinquensis (en) Alain, 1986
- Matelea brasiliensis (en) (Schltr.) Spellman, 1973
- Matelea brevicoronata (en) (B.L. Rob.) Woodson, 1941
- Matelea brevistipitata (en) Krings & Morillo, 2012
- Matelea calcarata (en) Woodson, 1941
- Matelea calchaquina (en) C. Ezcurra & Belgrano, 2007
- Matelea calcicola (en) (Greenm.) Woodson, 1941
- Matelea callejasii (en) Morillo, 2012
- Matelea calycosa (en) (Donn. Sm.) Shinners, 1964
- Matelea camiloana (en) Morillo, 1988
- Matelea campechiana (en) (Standl.) Woodson, 1941
- Matelea camporum (en) (Brandegee) Woodson, 1941
- Matelea capillacea (en) (E. Fourn.) Fontella & E.A. Schwarz, 1981
- Matelea cardozoi (en) Morillo, 1991
- Matelea carmenaemiliae (en) Morillo, 1997
- Matelea carnevaliana (en) Morillo, 1991
- Matelea carolinensis (en) (Jacq.) Woodson, 1941
- Matelea castanea (en) (Brandegee) Woodson, 1941
- Matelea caudata (en) (A. Gray) Woodson, 1941
- Matelea cayennensis (en) Morillo, 1991
- Matelea ceratopetala (en) (Donn. Sm.) Woodson, 1941
- Matelea cervantesii (en) Lozada-Pérez & L.O. Alvarado, 2016
- Matelea chacoensis (en) Goyder, 2006
- Matelea chiapensis (en) (Brandegee) Shinners, 1964
- Matelea chihuahuensis (en) (A. Gray) Woodson, 1941
- Matelea chimboracensis (en) Morillo, 1988
- Matelea chrysantha (en) (Greenm.) Woodson, 1941
- Matelea congesta (en) (Decne.) Woodson, 1941
- Matelea congestiflora (en) (Donn. Sm.) Woodson, 1941
- Matelea constanzana (en) J. Jiménez Alm., 1960
- Matelea cordata (en) (Brandegee) Woodson, 1941
- Matelea cordifolia (en) (A. Gray) Woodson, 1941
- Matelea coriacea (en) Morillo, 1977
- Matelea cornejoi (en) Morillo, 2012
- Matelea corniculata (en) W.D. Stevens & Arbeláez, 2014
- Matelea correllii (en) Spellman, 1978 [1979]
- Matelea corrugata (en) W.D. Stevens, 2005
- Matelea corynephora (en) Krings, 2006
- Matelea costanensis (en) Morillo, 1978
- Matelea costaricensis (en) W.D. Stevens, 2005
- Matelea costata (en) (Urb.) Morillo, 1986
- Matelea crassifolia (en) Woodson, 1941
- Matelea cremersii (en) Morillo, 1991
- Matelea crenata (en) (Vail) Woodson, 1941
- Matelea crispiflora (en) (Urb.) J. Jiménez Alm., 1960
- Matelea cteniophora (en) (S.F. Blake) Shinners, 1964
- Matelea cuatrecasasii (en) Morillo, 1985
- Matelea cumanensis (en) (Willd. ex Schult.) W.D. Stevens, 1988
- Matelea cuyabensis (en) (Malme) Liede & Meve, 2004
- Matelea cyclophylla (en) (Standl.) Woodson, 1941
- Matelea cynanchiflora (en) Woodson, 1941
- Matelea cynanchoides (en) (Engelm. & A. Gray) Woodson, 1941
- Matelea dasytricha (en) (Schltr.) Fontella, 1984
- Matelea decaisnei (en) Woodson, 1941
- Matelea decipiens (en) (Alexander) Woodson, 1941
- Matelea decumbens (en) W.D. Stevens, 1983
- Matelea delascioi (en) Morillo, 1980
- Matelea demuneri (en) Goes & Fontella, 2009
- Matelea denticulata (en) (Vahl) Fontella & E.A. Schwarz, 1981
- Matelea diademata (en) (Ker Gawl.) Woodson, 1941
- Matelea dictyantha (en) Woodson, 1941
- Matelea dictyopetala (en) (Urb. & Ekman) Krings, 2008
- Matelea diffusa (en) Woodson, 1941
- Matelea diversifolia (en) (E. Fourn.) Morillo & Fontella, 1990
- Matelea domingensis (en) (Alain) Krings, 2005
- Matelea dugandii (en) Krings, 2009
- Matelea dusenii (en) Morillo, 1986
- Matelea dwyeri (en) Morillo, 1988
- Matelea ecuadorensis (en) (Schltr.) Morillo, 1985
- Matelea edwardsensis (en) Correll, 1965
- Matelea ekmanii (en) (Urb.) Woodson, 1941
- Matelea elachyantha (en) W.D. Stevens, 2000
- Matelea elliptica (en) (Rusby) Morillo, 1992
- Matelea emmartinezii (en) W.D. Stevens, 2005
- Matelea endressiae (en) Goes & Fontella, 2009
- Matelea eximia (en) W.D. Stevens, 1988 [1989]
- Matelea falcata (en) Juárez-Jaimes, Hern.-Barón & W.D. Stevens, 2021
- Matelea fendleri (en) Morillo, 1993
- Matelea ferruginea (en) W.D. Stevens, 2005
- Matelea fiebrigii (en) (Schltr.) Goyder, 2006
- Matelea filipes (en) W.D. Stevens & Monterrosa, 2005
- Matelea fimbriata (en) (Kunth) Dugand, 1966
- Matelea fimbriatiflora (en) Morillo, 1985
- Matelea flavidula (en) (Chapm.) Woodson, 1941
- Matelea floresii (en) Morillo, 1980
- Matelea floridana (en) (Vail) Woodson, 1941
- Matelea foetida (en) (Griseb.) C. Ezcurra & Belgrano, 2007
- Matelea fontana (en) Saville & Krings, 2007
- Matelea fontellana (en) Morillo, 1988
- Matelea forerana (en) Morillo, 1992
- Matelea fournieri (en) Morillo, 1984
- Matelea friesii (en) (Malme) Goyder, 2006
- Matelea fruticosa (en) (Brandegee) Woodson, 1941
- Matelea fucata (en) Woodson, 1953
- Matelea fulvida (en) (F. Ballard) W.D. Stevens, 1999
- Matelea funkiana (en) Morillo, 1994
- Matelea furvescens (en) W.D. Stevens, 2000
- Matelea ganglinosa (en) (Vell.) Rapini, 2008
- Matelea geminiflora (en) (Decne.) Fontella, 1984
- Matelea gentlei (en) (Lundell & Standl.) Woodson, 1941
- Matelea gilbertoana (en) Krings, 2012
- Matelea glaberrima (en) Woodson, 1941
- Matelea glandulosa (en) (Poepp. ex Decne.) Morillo, 1984
- Matelea glaziovii (en) (E. Fourn.) Morillo, 1984
- Matelea gonocarpos (en) (Walter) Shinners, 1950
- Matelea gonoloboides (en) (B.L. Rob. & Greenm.) Woodson, 1941
- Matelea gracieae (en) Morillo, 1998
- Matelea graciliflora (en) Krings & Morillo, 2015
- Matelea gracilis (en) (Decne.) W.D. Stevens, 1983
- Matelea grandiflora (en) Woodson, 1941
- Matelea grandifolia (en) (Rusby) Morillo, 1983
- Matelea greenmanii (en) Shinners, 1964
- Matelea greggii (en) (Vail) Woodson, 1941
- Matelea grenandii (en) Morillo, 1991
- Matelea grisebachiana (en) (Schltr.) Alain, 1955
- Matelea guatemalensis (en) (K. Schum.) Woodson, 1941
- Matelea haberi (en) W.D. Stevens, 2005
- Matelea haitiensis (en) (P.T. Li) Krings, 2011
- Matelea hamata (en) W.D. Stevens, 1988 [1989]
- Matelea harleyi (en) Fontella & Morillo, 1994
- Matelea harlingii (en) Morillo, 1986
- Matelea hastata (en) Alain, 1968
- Matelea hastulata (en) (A. Gray) Sundell, 1991
- Matelea hatschbachii (en) (Fontella & C. Valente) Morillo, 1985
- Matelea hemsleyana (en) Woodson, 1941
- Matelea herbacea (en) Woodson, 1939
- Matelea hildegardiana (en) Morillo, 1988
- Matelea hintoniana (en) Woodson, 1941
- Matelea hirsuta (en) (Vahl) Woodson, 1947
- Matelea hirsutissima (en) (Schltr.) Goyder, 2006
- Matelea hirta (en) (Malme) Goyder, 2016
- Matelea hirtelliflora (en) McDonnell & Fishbein, 2016
- Matelea hispida (en) (Hook. & Arn.) Bacigalupo, 1979
- Matelea hoffmanii (en) Morillo, 1994
- Matelea holstii (en) Morillo & Carnevali, 1986
- Matelea holtonii (en) (Vail) Morillo, 2015
- Matelea honorana (en) Morillo, 1988
- Matelea humboldtiana (en) Spellman & Morillo, 1976
- Matelea inconspicua (en) (Brandegee) Woodson, 1941
- Matelea inops (en) Woodson, 1941
- Matelea insolita (en) W.D. Stevens, 2005
- Matelea ionantha (en) Woodson, 1950
- Matelea jansen-jacobsiae (en) Morillo, 1991
- Matelea jaramilloi (en) Morillo, 1992
- Matelea jenmanii (en) (Morillo) Morillo, 2000
- Matelea johnstonii (en) Shinners, 1964
- Matelea kirkbridei (en) Morillo, 1990
- Matelea klugii (en) Morillo, 1990
- Matelea laevis (en) Nutt., 1822
- Matelea lanata (en) (Zucc.) Woodson, 1941
- Matelea lanceolata (en) (Decne.) Woodson, 1941
- Matelea lanosa (en) (E. Fourn.) Morillo & Fontella, 1990
- Matelea lasiostemma (en) (Hemsl.) Shinners, 1964
- Matelea latifolia (en) Aubl., 1775
- Matelea laurae (en) Morillo, 1985
- Matelea lauta (en) W.D. Stevens, 1988 [1989]
- Matelea lehmannii (en) (Schltr.) Morillo, 1985
- Matelea leptogenia (en) (B.L. Rob.) Woodson, 1941
- Matelea lesueurii (en) (Standl.) Woodson, 1941
- Matelea leucoderma (en) (Rusby) Morillo, 1983
- Matelea lhotzkyana (en) (E. Fourn.) Fontella, 1990
- Matelea liesneri (en) Morillo, 1988
- Matelea ligustrina (en) (Decne.) Morillo, 1984
- Matelea lilloana (en) (T. Mey.) Pontir., 1983
- Matelea linearipetala (en) Alain, 1988
- Matelea linearis (en) Decne., 1838
- Matelea longiflora (en) (Jacq.) Morillo, 1983
- Matelea longifolia (en) (Markgr.) Morillo, 1984
- Matelea lourteigiae (en) Morillo, 1984
- Matelea macrocarpa (en) (Poepp.) Morillo, 1984
- Matelea macvaughiana (en) W.D. Stevens, 1988 [1989]
- Matelea magallanesii (en) E.J. Lott, 1992
- Matelea magdalenica (en) Morillo, 1992
- Matelea magnifolia (en) (Pittier) Woodson, 1941
- Matelea manarae (en) Morillo, 1978
- Matelea marcoassisii (en) Fontella, 1998
- Matelea marginata (en) Morillo, 1985
- Matelea maritima (en) (Jacq.) Woodson, 1941
- Matelea marsdenioides (en) Standl. & L.O. Williams, 1968
- Matelea matezkii (en) Morillo, 2016
- Matelea matogrossensis (en) Fontella, 1989
- Matelea mayana (en) Lundell, 1977
- Matelea mediocris (en) Woodson, 1953
- Matelea medusae (en) Woodson, 1944
- Matelea megacarpha (en) (Brandegee) Woodson, 1941
- Matelea melinii (en) (Malme) Morillo, 1986
- Matelea mexicana (en) Spellman & Morillo, 1976
- Matelea meyeri (en) Woodson, 1950
- Matelea micrantha (en) L.O. Williams, 1970
- Matelea microphylla (en) Morillo, 1988
- Matelea molinarum (en) L.O. Williams, 1968
- Matelea mollis (en) (Griseb.) Woodson, 1941
- Matelea montana (en) Morillo, 1990
- Matelea monticola (en) Alain, 2003
- Matelea morilloana (en) Fontella, 1992
- Matelea mutisiana (en) Morillo, 1985
- Matelea neblinae (en) Morillo, 1984
- Matelea neei (en) Morillo, 2012
- Matelea nicoyana (en) J.E. Jiménez, M. Méndez & Obregón, 2023
- Matelea nielsenii (en) Morillo, 1990
- Matelea nigra (en) (Decne.) Morillo & Fontella, 1990
- Matelea nigrescens (en) (Schltdl.) Woodson, 1941
- Matelea nipensis (en) (Urb.) Woodson, 1941
- Matelea nummularia (en) (Decne.) Woodson, 1941
- Matelea oaxacana (en) (Standl.) W.D. Stevens, 1983
- Matelea obliqua (en) (Jacq.) Woodson, 1941
- Matelea oblongata (en) (Griseb.) Woodson, 1941
- Matelea oblongifolia (en) (Donn. Sm.) Shinners, 1964
- Matelea obovata (en) (Kunth) Woodson, 1941
- Matelea ocellata (en) W.D. Stevens, 2000
- Matelea ochracea (en) Morillo, 1988
- Matelea ojadapantha (en) L.O. Alvarado, Islas-Hern. & M.G. Chávez, 2020
- Matelea oldemanii (en) Morillo, 1991
- Matelea orthoneura (en) Morillo, 1992
- Matelea orthosioides (en) (E. Fourn.) Fontella, 1984
- Matelea ovatifolia (en) (Griseb.) Woodson, 1941
- Matelea oxypetaloides (en) (E. Fourn.) Morillo, 1984
- Matelea pacifica (en) Krings & Saville, 2007
- Matelea pakaraimensis (en) Krings, 2011
- Matelea palustris Aubl., 1775
- Matelea panamensis (en) Spellman & Dwyer, 1973
- Matelea parviflora (en) (Torr.) Woodson, 1941
- Matelea parvifolia (en) (Torr.) Woodson, 1941
- Matelea pastazana (en) Morillo, 1992
- Matelea patalensis (en) (Donn. Sm.) Woodson, 1941
- Matelea pauciflora (en) (Spreng.) Woodson, 1941
- Matelea pavonii (en) (Decne.) Woodson, 1941
- Matelea pedalis (en) (E. Fourn.) Fontella & E.A. Schwarz, 1981
- Matelea pedicellata (en) (Malme) Morillo, 1983
- Matelea pedunculata (en) K. Schum. ex Ule, 1907
- Matelea pedunculata (en) (Decne.) Woodson, 1941
- Matelea pentactina (en) Krings, 2005
- Matelea peruviana (en) Morillo, 1980
- Matelea petiolaris (en) (A. Gray) Woodson, 1941
- Matelea phainops (en) Krings, 2006
- Matelea picturata (en) (Hemsl.) Woodson, 1941
- Matelea pilosa (en) (Benth.) Woodson, 1941
- Matelea pinguifolia (en) (Standl.) Woodson, 1941
- Matelea pittieri (en) (Standl.) Woodson, 1941
- Matelea planiflora (en) (Jacq.) Dugand, 1966
- Matelea pleistantha (en) (Donn. Sm.) L.O. Williams, 1968
- Matelea porphyrantha (en) (Standl.) Woodson, 1941
- Matelea porphyrocephala (en) Morillo, 1992
- Matelea pringlei (en) (A. Gray) Woodson, 1941
- Matelea proctorii (en) Krings, 2008
- Matelea producta (en) (Torr.) Woodson, 1941
- Matelea prosthecidiscus (en) Woodson, 1941
- Matelea prostrata (en) (Cav.) Woodson, 1941
- Matelea pseudobarbata (en) (Pittier) Woodson, 1941
- Matelea pubescens (en) (Griseb.) Krings, 2008
- Matelea pubiflora (en) (Decne.) Woodson, 1941
- Matelea pueblensis (en) (Brandegee) Woodson, 1941
- Matelea punensis (en) Morillo, 1995
- Matelea purpurea (en) (Decne.) Goyder, 2006
- Matelea purpureolineata (en) Woodson, 1948
- Matelea purpusii (en) (Brandegee) Woodson, 1941
- Matelea pusilliflora (en) L.O. Williams, 1968
- Matelea pyrrhotricha (en) (Decne.) Fontella, 1984
- Matelea quercetorum (en) (Standl.) W.D. Stevens, 1983
- Matelea quindecimlobata (en) Farinaccio & W.D. Stevens, 2009
- Matelea quinquedentata (en) (E. Fourn.) Morillo, 1984
- Matelea quirosii (en) (Standl.) Woodson, 1941
- Matelea radiata (en) Correll, 1965
- Matelea reflexa (en) (Hemsl.) Morillo, 1984
- Matelea refracta (en) (E. Fourn.) Morillo, 1984
- Matelea reitzii (en) Fontella, 1990
- Matelea reticulata (en) (Engelm. ex A. Gray) Woodson, 1941
- Matelea rhamnifolia (en) (Griseb.) Krings, 2005
- Matelea rhynchocephala (en) Krings, 2006
- Matelea riparia (en) Morillo, 1977
- Matelea rivularis (en) Woodson, 1960
- Matelea rogersii (en) Woodson, 1950
- Matelea romeroi (en) Morillo, 1990
- Matelea roulinioides (en) Agra & W.D. Stevens, 1996
- Matelea rubra (en) (H. Karst.) Aa & Stoffers, 1981
- Matelea rubra (en) (H. Karst.) Spellman & Morillo, 1976
- Matelea ruiz-pavonii (en) Morillo, 1990
- Matelea rupestris (en) (Brandegee) Woodson, 1941
- Matelea sagittifolia (en) (A. Gray) Woodson ex Shinners, 1964
- Matelea sanojana (en) Krings & Morillo, 2012
- Matelea santosii (en) Fontella & Morillo, 1994
- Matelea sartago-diaboli (en) Goyder, 2008
- Matelea sastrei (en) Morillo, 1985
- Matelea schaffneri (en) (A. Gray ex Hemsl.) Woodson, 1941
- Matelea schreiteri (en) (T. Mey.) Pontir., 1983
- Matelea schultesii (en) Morillo & Carnevali, 1989 [1990]
- Matelea schunkei (en) Morillo, 1990
- Matelea schunkei (en) Spellman
- Matelea scopulorum (en) (Brandegee) Woodson, 1941
- Matelea sepicola (en) W.D. Stevens, 1975
- Matelea serpens (en) Woodson, 1944
- Matelea shortii (en) (A. Gray) Woodson, 1941
- Matelea sintenisii (en) (Schltr.) Woodson, 1941
- Matelea smithii (en) Shinners, 1964
- Matelea sprucei (en) Morillo, 1985
- Matelea squiresii (en) (Rusby) Morillo, 1984
- Matelea standleyana (en) Woodson, 1941
- Matelea stapeliaeflora (en) (Rchb.) Woodson, 1941
- Matelea stellulifera (en) Standl. & L.O. Williams, 1951
- Matelea stenantha (en) (Standl.) Shinners, 1964
- Matelea stenopetala (en) Sandwith, 1931
- Matelea stenopetala (en) (A. Gray) Woodson, 1941
- Matelea stenosepala (en) Lundell, 1942
- Matelea stergiosii (en) Morillo, 1992
- Matelea steyermarkii (en) Woodson, 1941
- Matelea suareziae (en) Morillo, 1980
- Matelea suberifera (en) (B.L. Rob.) W.D. Stevens, 1983
- Matelea suberosa (en) (L.) Shinners, 1950
- Matelea subsessilifolia (en) Morillo, 1985
- Matelea sucrensis (en) Morillo, 1980
- Matelea suffruticosa (en) W.D. Stevens, 1988 [1989]
- Matelea sugillata (en) W.D. Stevens, 2000
- Matelea surinamensis (en) Morillo, 1980
- Matelea sylvicola (en) L.O. Williams, 1968
- Matelea sylvicola (en) Alain, 1971
- Matelea tamnifolia (en) (Griseb.) Woodson, 1941
- Matelea tarrazuana (en) J.E. Jiménez & Hidalgo-Mora, 2021
- Matelea tenuis (en) Woodson, 1941
- Matelea texensis (en) Correll, 1966 [1967]
- Matelea tezcatlipocantha (en) E.B. Cortez, Lozada-Pérez & L.O. Alvarado, 2018
- Matelea tigrina (en) (Griseb.) Woodson, 1941
- Matelea tikalana (en) Lundell, 1968
- Matelea tinctoria (en) Woodson, 1941
- Matelea tlilxochitli (en) E.B. Cortez, Lozada-Pérez & L.O. Alvarado, 2018
- Matelea torulosa (en) Krings, 2006
- Matelea trachyantha (en) (Greenm.) W.D. Stevens, 1983
- Matelea trianae (en) (Decne. ex Triana) Spellman, 1975
- Matelea trichopedicellata (en) Krings & Morillo, 2012
- Matelea tristiflora (en) (Standl.) Woodson, 1941
- Matelea tristis (en) (Seem.) Spellman, 1975
- Matelea tuberosa (en) (B.L. Rob.) Woodson, 1941
- Matelea tuerckheimii (en) (Donn. Sm.) Woodson, 1941
- Matelea umbellata (en) (Brandegee) Woodson, 1941
- Matelea unceolata (en) L.O. Williams
- Matelea urceolata (en) (H. Karst.) L.O. Williams, 1968
- Matelea uribei (en) Morillo, 1990
- Matelea urophylla (en) L.O. Williams, 1968
- Matelea vailiana (en) Woodson, 1941
- Matelea vargasii (en) Morillo, 1988
- Matelea variifolia (en) (Schltr.) Woodson, 1941
- Matelea vaupesana (en) Morillo, 1980
- Matelea velutina (en) (Schltdl.) Woodson, 1941
- Matelea velutinoides (en) W.D. Stevens, 2005
- Matelea violacea (en) Woodson, 1941
- Matelea virginiae (en) Morillo, 1985
- Matelea viridiflora (en) (G. Mey.) Woodson, 1941
- Matelea viridis (en) (Moldenke) Spellman, 1977
- Matelea viridivenia (en) Alain, 1971
- Matelea warscewiczii (en) (H. Karst.) Woodson, 1941
- Matelea weberbaueri (en) Morillo, 1990
- Matelea woodii (en) Morillo, 2012
- Matelea woodsonii (en) Shinners, 1964
- Matelea wootonii (en) (Vail) Woodson, 1941
- Matelea woytkowskii (en) Morillo, 1988
- Matelea yanomamica (en) Morillo, 1981
- Matelea yucatanensis (en) (Standl.) Woodson, 1941